# Linkwater
Linkwater es una localidad en la región de Marlborough en Nueva Zelanda. Queen Charlotte Drive, la ruta directa entre Havelock, hacia el oeste y Picton hacia el este, pasa a través de Linkwater. El estrecho Kenepuru se encuentra al norte y al noreste.

## Historia
Linkwater comenzó como una ciudad dedicada al fresado en 1861 debido al área próxima a los árboles kahikatea y su proximidad a los estrechos de Marlborough. Cuándo fue descubierto oro en 1864 en el arroyo Hall, la ciudad se expandió y se abrieron tres hoteles que abren. La fiebre del oro resultó en la fundación de Cullensville a unos cuantos kilómetros al del sur de Linkwater, la cual permanece como una ciudad fantasma, aunque el oro desapareció en 1867. La última fresadora cerró a principios de la década de 1870..
La ganadería lechería se convirtió en la actividad más importante de la zona. La fábrica Linkwater Co-operatie Dairy fue establecida en 1911, y produjo leche, crema y queso hasta 1953. La ganadería lechera todavía es un componente importante de la economía del lugar, pero la agricultura de ciervos y la silvicultura también son importante.

## Educación
La escuela de Linkwater es una primaría coeducational que abarca alumnos de 1 a 8 años, con un índice decil de 8 y una total de 44 alumnos. En 2007, la escuela celebró los 100 años de educación en Linkwater y en el área adyacente.